# Cultura e vita morale

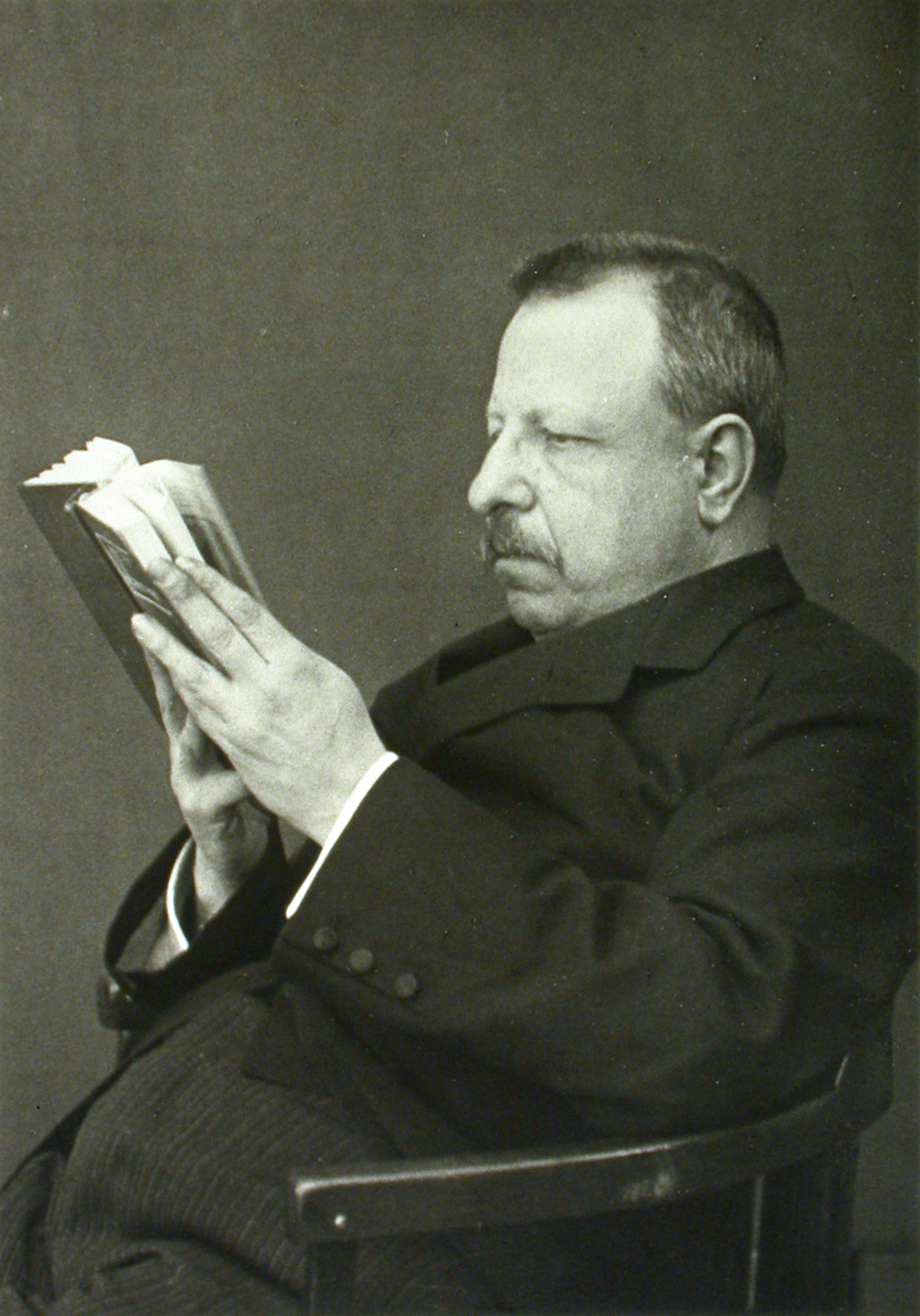
Benedetto Croce

Cultura e vita morale è un'opera di Benedetto Croce, pubblicata per la prima volta nel 1914 dall'editore Laterza. Per la stessa casa editrice ne è uscita una seconda edizione raddoppiata nel 1926 ed una terza nel 1955. Infine riedita, nel 1993, da Bibliopolis, nell'ambito dell'edizione nazionale delle opere di Croce.
(B. Croce, «Avvertenza» a Cultura e vita morale, Bari 1914)

## I temi trattati

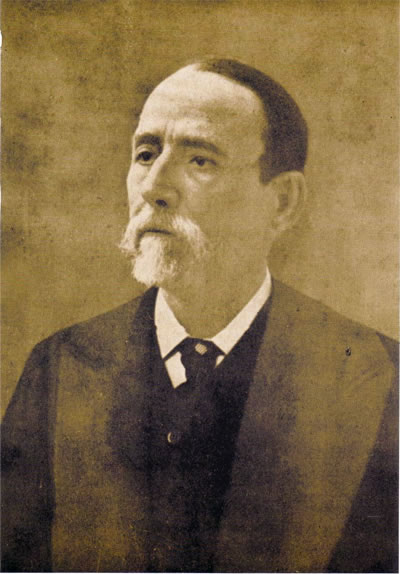
Giustino Fortunato

Dedicato a Giustino Fortunato, il volume raccoglie una serie di interventi, o più precisamente di Intermezzi polemici (sottotitolo dell'opera), usciti per lo più nella rivista La critica, mediante i quali il filosofo intendeva chiarire degli aspetti pregiudizievoli che si configuravano come ostacoli alla circolazione di idee di ordine sociale e politico. Pur essendo trascorso del tempo dalla loro pubblicazione, con la conseguente perdita di efficacia, Croce riteneva che la loro raccolta in volume potesse essere ugualmente di giovamento.
Si tratta, quindi, di riflessioni polemiche sotto forma di articoli che toccano ambiti e temi diversi, caratterizzati, tuttavia, dalla ricerca di una risposta che, come precisava l'autore, era costruita attraverso il passaggio dall'analisi etica a quella logica, come suo bisogno di segnalare i mali della società, mettendone in guardia senza indulgere alla «predica moralistica o filosofica». Sotto quest'aspetto, il volume raccoglie spunti sul risveglio filosofico in relazione alla cultura italiana, sulla rinascita dell'idealismo e del positivismo, come sulla filosofia e sul metodo empirico e sulla pietra di paragone delle diverse posizioni. Vi si affermano, inoltre, le contraddizioni degli scrittori, la mancanza di senso scientifico nei testi filosofici, l'attualità del pensiero di Giordano Bruno, al pari delle riflessioni volte a contrastare il regionalismo, la massoneria, l'astrattismo e il materialismo della politica.
Ad articoli sulla critica letteraria e sulla libertà di coscienza, ne seguono altri, poi, riservati all'universo giovanile.

## I laureati al bivio

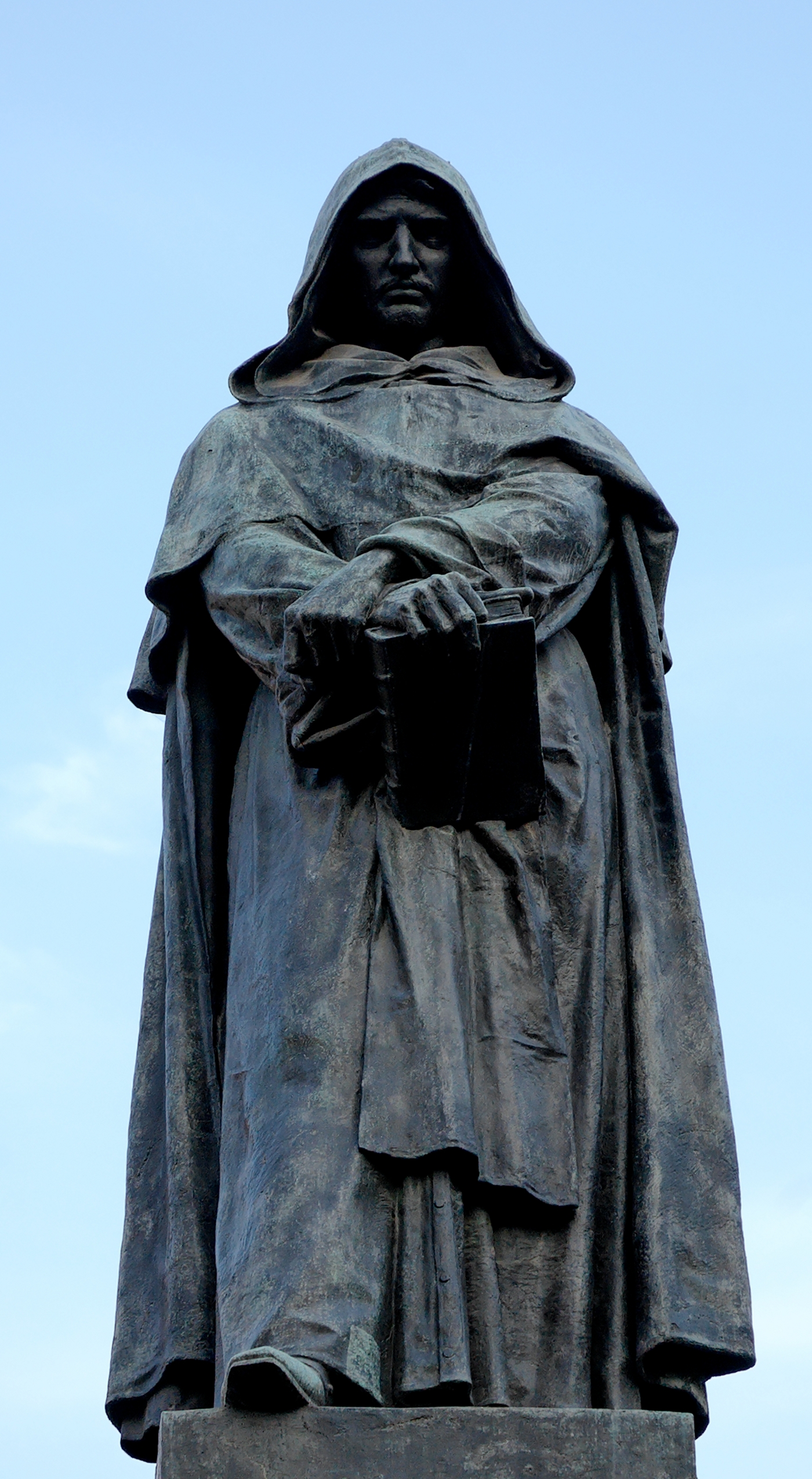
Statua di Giordano Bruno

Fra i temi riservati alle "nuove leve", si segnalano gli intermezzi su L'aristocrazia e i giovani e, in particolar modo, I laureati al bivio. Il bivio rappresenta, in sostanza, la scelta che devono compiere, fra insegnamento e giornalismo, i giovani usciti dalle facoltà di Lettere e filosofia, quelli che non hanno possibilità di far altro se vogliono avere di che vivere, perché «Corti e mecenati, benefizî e prebende, che facevano vivere i Petrarchi, gli Ariosti e i Tassi, non sono più cose dei tempi nostri».
In Scienza e università, fra i più attuali articoli compresi nel volume, Croce poneva l'attenzione sui mali dell'accademia italiana, per combatterne il mondo ma non già l'istituzione: «Chiunque osservi la vita universitaria, è continuamente offeso da manifestazioni pesudoscientifiche, che sono manifestazioni d'interessi. Raro è ormai che i giovani, che si dànno agli studî di filosofia, abbiano quel periodo di lotta interna, di angoscia, di tristezza, che precede ogni serio convincimento. I più, sotto la spinta della ricerca di collocamento, a vent'anni, hanno già preso il loro partito». Il pragmatismo di quel mondo, se lo si osservava a fondo, non confluiva come avrebbe dovuto, a detta del filosofo, nella ricerca e nei dibattiti scientifici, ma era finalizzato soltanto ad una mera promozione, «una promozione da "straordinario" a "ordinario"», oppure al soddisfacimento di un desiderio, del «passaggio da una cattedra a un'altra, da un'università a un'altra».
Sempre nello stesso contesto, da un esempio all'altro, Croce evidenziava anche quei professori che, una volta vinti i concorsi, sistemavano «il loro cervello come una casa nella quale si conti passare comodamente tutto il resto della vita», e che si attivavano solo quando veniva leso il loro status, dunque non per la difesa di una verità ideale ma per quella, materiale, della posizione acquisita. Secondo l'autore, per questi mali delle università italiane serviva, non la contrapposizione fra scienza e scienza, non la distruzione di un istituto, ma un rimedio da cogliere nel sentimento: «sentimento della dignità, nella libertà interiore, nello scrupolo morale, nella forza del volere». Perché queste «disposizioni morali», concludeva il Croce, non erano privilegio di nessuno.